# Гари (микрорайон)

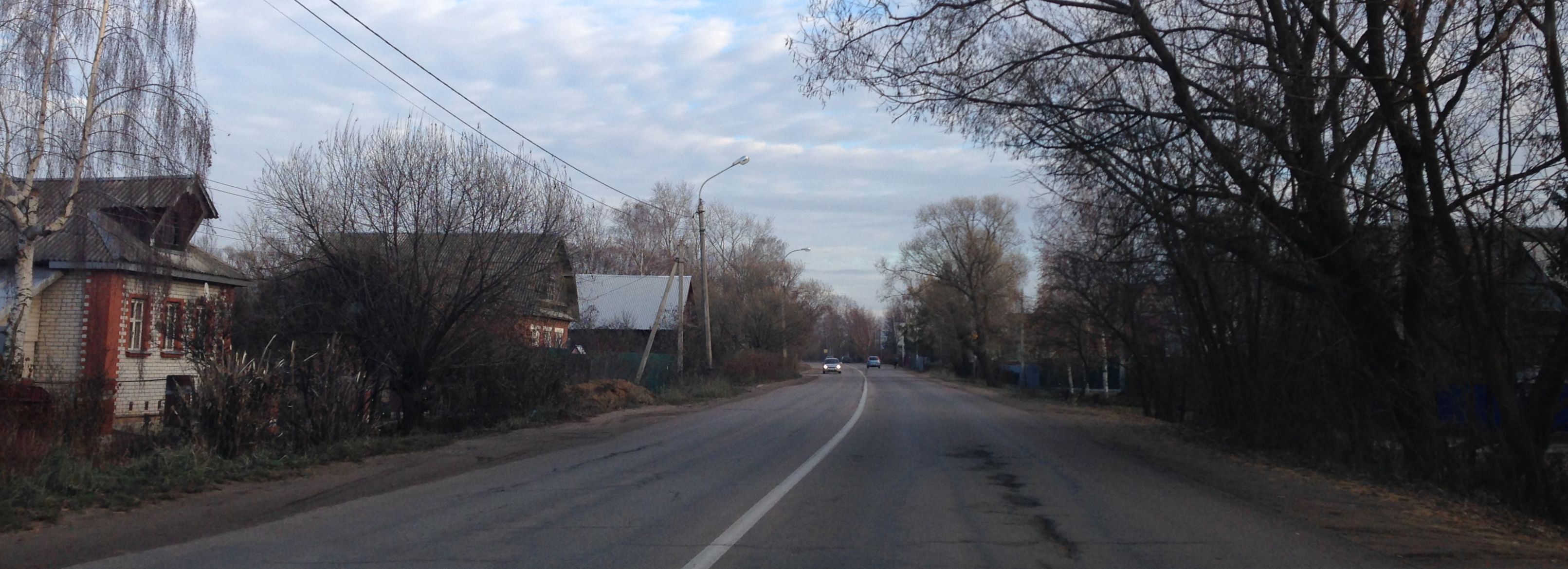
Советская улица

Гари — бывшее село в Гарской волости Дмитровского уезда Московской губернии. С 1932 года микрорайон (Советская улица) в составе посёлка городского типа Запрудня Московской области.

## Расположение
Находилось село между деревней Запрудная и деревней Васина.

## История
Село Гари упоминается с 1506 года, хотя существовало и ранее. Так, в меновой «грамоте» среди выменянных покосов упоминается «пожня Обросимкова Игнатова сына из Гарей».
Рядом располагалась деревня Запрудная, название которой сейчас носит весь посёлок. Само название Запрудная произошло из сочетания «за прудом», то есть за прудом от села Гари.
Село было пожаловано в 1610 году отцу Н. Ф. Леонтьева царём Василием Шуйским за осадное сидение в период польской интервенции. Об этом в писцовых книгах 1627 года есть следующая запись: «За стольником святейшего патриарха за Никифором Фёдоровичем, сыном Левонтьем, вотчина, село Гари».
По переписным книгам 1678 года село Гари принадлежало племянникам Н. Ф. Леонтьева — думному дворянину Фёдору Ивановичу и стольнику Андрею Ивановичу Леонтьевым. В селе в этот период насчитывалось уже 34 крестьянских двора, здесь же находился и двор вотчинников с дворовыми людьми.
В 1782 году село с деревнями было куплено с аукционного торга князем М. М. Щербатовым. Князь отдал Гари в приданое своей дочери — Прасковье Михайловне при выходе её замуж за Фёдора Павловича Щербатова.
В 1790 году Гари были проданы жене графа Г. И. Головкина Екатерине Александровне (урождённой Шуваловой).
В 1800 году село Гари снова меняет владельца, которым становится Карл Александрович Зурбург; затем им владел С. Н. Корсаков.
В середине XIX века село Гари принадлежало К. И. Янишу, тогда в Гарях насчитывалось 156 душ крестьян.
В 1859 году в селе Гари насчитывалось 52 двора с количеством жителей в них 343 человека и церковь во имя Преображения Господня, известная с 1629 года.
В 1862 году 52 двора, проживало 169 душ мужского пола, 174 женского, имеется церковь, уездное училище.
В 1890 году 678 жителей.
До 1926 года центр Гарской волости Дмитровского уезда.
В составе посёлка
С 1932 года село Гари и деревня Запрудная объединены в посёлок Запрудня.
Постановлением президиума Мособлисполкома № 10 от 10 ноября 1932 г. (протокол № 63) на территории Талдомского района был образован рабочий посёлок Запрудня, в который вошли населённый пункт при Запрудненском стекольном заводе, селения Запрудня и Гари часть 1 и часть 2, а в его административное подчинение — селение Хохловка и населённый пункт при Вербилковском лесопильном заводе. Гарский и Запруднянский сельсоветы были упразднены.
В 1952 году сломана Церковь Преображения Господня.
В 2012 году церковь была построена в другом месте посёлка.